# Mińczuki
Mińczuki (biał. Мі́нчыкі, Minczyki, ros. Минчики, Mincziki) – wieś na Białorusi, w obwodzie grodzieńskim, w rejonie brzostowickim, w sielsowiecie pogranicznym. Położona jest 51 km na wschód od Białegostoku, 2,4 km od polsko-białoruskiego przejścia granicznego Bobrowniki-Brzostowica, nad rzeką Ciecierówką, w oficjalnej strefie przygranicznej Białorusi. Na południe od wsi przebiega droga łącząca przejście graniczne z agromiasteczkiem Pograniczny.

## Historia
Wieś magnacka położona była w końcu XVIII wieku w powiecie grodzieńskim województwa trockiego.
W czasach zaborów w granicach Imperium Rosyjskiego, w guberni grodzieńskiej, w powiecie grodzieńskim. Od 1919 r. w granicach II Rzeczypospolitej. 7 czerwca 1919 roku, wraz z całym powiatem grodzieńskim, weszła w skład okręgu wileńskiego Zarządu Cywilnego Ziem Wschodnich – tymczasowej polskiej struktury administracyjnej. Latem 1920 roku zajęta przez bolszewików, następnie odzyskana przez Polskę. 20 grudnia 1920 roku włączona wraz z powiatem do okręgu nowogródzkiego. Od 19 lutego 1921 roku w województwie białostockim, w powiecie grodzieńskim, w gminie Hołynka. W 1921 r. nazwę Mińczuki nosiły wieś i folwark. We wsi były 2 domy mieszkalne i 1 zamieszkane zabudowanie innego typu.
W wyniku napaści ZSRR na Polskę we wrześniu 1939 r. miejscowość znalazła się pod okupacją sowiecką. 2 listopada została włączona do Białoruskiej SRR. 4 grudnia 1939 r. włączona do nowo utworzonego obwodu białostockiego. Od czerwca 1941 roku pod okupacją niemiecką. 22 lipca 1941 r. włączona w skład okręgu białostockiego III Rzeszy. W 1944 roku ponownie zajęta przez wojska sowieckie i włączona do obwodu grodzieńskiego Białoruskiej SRR. Od 1991 r. w składzie niepodległej Białorusi.

### Znalezisko archeologiczne
W kwietniu 1989 roku we wsi dokonano odkrycia 68 cennych przedmiotów, datowanych na okres od XVIII do początku XX wieku. Wśród nich znajdowały się srebra stołowe (noże, widelce, łyżki, tace, waza na owoce), przybory toaletowe w postaci dzbana z wanienką, dwie filiżanki, buława, ryngraf z napisem dedykacyjnym, odznaczenia, monety. Na filiżankach znajdowały się napisy w języku polskim: Julian Ursіn Niemcewicz i Julian Ursіn Niemcewicz ur:[odził się] r[oku] 1758 na jednej i Julian Ursіn Niemcewicz na drugiej. Można z tego wnioskować, że filiżanki należały do polskiego poety Juliana Ursyna Niemcewicza. Wszystkie odnalezione przedmioty mogły być własnością potomków Niemcewicza, którzy do 1939 roku zamieszkiwali sąsiedni majątek Ciecierówka.
Obecnie najlepiej zachowane ze znalezionych przedmiotów można oglądać w Grodzieńskim Muzeum Historyczno-Archeologicznym.

## Demografia
Według spisu powszechnego z 1921 roku wieś zamieszkana była przez 20 osób, wyłącznie prawosławnych Białorusinów.